# Ulota glabella
Ulota glabella là một loài Rêu trong họ Orthotrichaceae. Loài này được Mitt. miêu tả khoa học đầu tiên năm 1859.